# 薩德基 (羅曼尼夫市鎮)
50°8′29″N 28°3′4″E / 50.14139°N 28.05111°E
薩德基（羅馬化：Sadky）是烏克蘭北部日托米爾州日托米爾區羅曼尼夫市鎮的村莊。該村始建於1850年，面積61.6平方公里，海拔高度234米，2001年該村落人口148。